# Ingemar G. Erixon
Gunnar Ingemar Erixon,  född 1928 i Borås, död 2008 vid en brand, var en svensk tecknare och grafiker. 
Erixon studerade konst vid olika privata målarskolor under 1942-1952. Han debuterade i en utställning 1952 och deltog därefter i en rad separat- och samlingsutställningar i Sverige och utomlands. Bland hans offentliga arbeten märks en dekormålning på en vikdörr för Vänersborgs SK. Han startade 1979 Dalaborgs konstskola i Vänersborg. Han var gift med en italienska och tillbringade sedan 1980 vintrarna i Policastro Campana i södra Italien och sommarhalvåret i Sverige. Erixon är representerad vid Vänersborgs SK och i många offentliga sammanhang.